# Microlaophonte trisetosa
Microlaophonte trisetosa is een eenoogkreeftjessoort uit de familie van de Laophontidae. De wetenschappelijke naam van de soort is voor het eerst geldig gepubliceerd in 1976 door Boxshall.